# بریجپرت (اکلاهما)
بریجپرت(به انگلیسی: Bridgeport) شهری در ایالت اکلاهما کشور ایالات متحده آمریکا است که جمعیت آن در سرشماری سال ۲۰۱۰ میلادی، ۱۱۶ نفر بوده‌است.